# Tadej Trdina
Tadej Trdina (* 25. Januar 1988 in Slovenj Gradec) ist ein slowenischer Fußballspieler.

## Karriere
Trdina begann seine Karriere in Klagenfurt am Wörthersee, wo er für den SAK Klagenfurt spielte. Von 2008 bis 2012 spielte er in Ruden für den unterklassigen SV Ruden. Im Sommer 2012 spielte er für den SC Kalsdorf. Nachdem er in der Herbstsaison zwölf Tore erzielt hatte, wechselte er im Januar 2013 zum Zweitligisten SV Grödig, mit dem er zu Saisonende in die Bundesliga aufstieg. Im Sommer 2014 schloss er sich dem Wolfsberger AC an.
Zur Saison 2017/18 wechselte er zum Regionalligisten USV Allerheiligen. Nach weiteren Wechseln spielt er beim SV Ruden.